# Varronia leucophlyctis
Varronia leucophlyctis är en strävbladig växtart som beskrevs av Anderss. Varronia leucophlyctis ingår i släktet Varronia och familjen strävbladiga växter. Inga underarter finns listade i Catalogue of Life.